# Die gestundete Zeit (Gedicht)
Die gestundete Zeit ist ein Gedicht der österreichischen Schriftstellerin Ingeborg Bachmann, das 1953 erstmals veröffentlicht wurde und dem im gleichen Jahr erschienenen ersten Lyrikband der Dichterin den Titel gab. Es thematisiert die Situation eines  unfreiwilligen Aufbruchs, der durch die Erkenntnis ausgelöst wird, dass die menschliche Lebenszeit endlich ist. Das Gedicht zeigt nicht nur das Ende einer Liebesbeziehung, sondern hat auch eine politische Dimension.

## Sprechsituation
Das lyrische Ich erscheint nicht explizit im Gedicht, wird aber in der Anrede des du – erstmals in Vers 4 – spürbar. Natur und Position des lyrischen Ich werden nicht näher bestimmt.
In der zweiten Strophe kommt ein lyrisches Er hinzu (Vers 13), das sich auf den Sand (Vers 12) bezieht. Dieser wird zum Subjekt und bringt die Geliebte zum Schweigen, indem er sie begräbt. Durch die Anapher er (Verse 13 mit 16) wird dies hervorgehoben und der Sand personifiziert. Aus der Formulierung versinkt dir die Geliebte… (Vers 12) ist abzuleiten, dass es sich um die Geliebte des lyrischen Du handelt.
Wie in anderen Texten von Ingeborg Bachmann wird auch hier die männliche Perspektive eingenommen. Das Zurückjagen der Hunde (Vers 21) stellt eine Verbindung vom lyrischen Du zu Odysseus her. Während jedoch dieser bei seiner Heimkehr von den Hunden begrüßt wurde, muss das lyrische Du die Hunde zurückjagen und aufbrechen. Vers 19 schafft den Bezug zu Orpheus.
Die Rahmenverse der zweiten Strophe (Drüben versinkt dir die Geliebte im Sand und und willig dem Abschied / nach jeder Umarmung.) zeigen die zum Verstummen gebrachte Frau. Hans Höller bezeichnet die Gedichte des Lyrikbandes mit Verweis auf Bachmanns Todesarten-Projekt als „Todesarten-Texte, lyrisch-allegorische Szenen von der Todesart der Frau im Schreiben (…).“:65 Die Dichterin sah „den Tod in der Literatur als Teil von Gewalt und Krieg“.:65
„Die weibliche Stimme oder das Verlangen nach Liebe werden (...) als etwas Untergehendes und Verlorenes erinnert.“:66 Es sind die „härteren Zeitverhältnisse, welche die männliche Haltung und den Mord am weiblichen Alter Ego erzwingen.“:66 Hans Höller sieht den Sand, unter dem die Geliebte in diesem Gedicht begraben wird, in einer Linie mit der Wand, in die das Ich am Ende des Romans Malina verschwindet.:66

## Aufbau
Die 24 Verse sind in  freien Rhythmen gehalten.
Das Gedicht besteht aus vier reimlosen Strophen. Dabei nimmt die Länge der Strophen ab, die letzte Strophe besteht nur aus einem Vers. Mit dem Stilmittel der Wiederholung wird zum einen das gesamte Gedicht gerahmt (Es kommen härtere Tage. Verse 1 und 24). Zum anderen stellen die Verse Die auf Widerruf gestundete Zeit / wird sichtbar am Horizont (Verse 2/3 und 10/11) eine Klammer für den Rest der ersten Strophe dar. Beide Wiederholungen kündigen die drohende Veränderung eindringlich an.
Die elf Verse der ersten Strophe weisen auf einen unfreiwilligen nahen Aufbruch hin. Ausgelöst wird dieser, weil das Vergehen von Zeit ins Bewusstsein gerät. Die Verse zeigen die Veränderung einer Situation (die Eingeweide der Fische sind kalt geworden, Vers 7). Das lyrische Ich sucht mit den Augen nach einem Weg (Vers 9), der aber noch nicht zu sehen ist (Nebel, Vers 9).
Die sieben Verse der zweiten Strophe kreisen um die Auslöschung der Geliebten des lyrischen Du.
Alle fünf Verse der dritten Strophe beginnen mit einem Imperativ in der zweiten Person Singular und sind als eindringliche Aufforderungen zum Aufbruch an das Du der vorausgehenden Strophen gerichtet. Die in der ersten Strophe angekündigte Situation ist eingetreten (Bald musst du den Schuh schnüren, Vers 4, Schnür deinen Schuh., Vers 20).

## Sprachliche Mittel
Neben Wiederholungen und Imperativen verwendet Ingeborg Bachmann auch Metaphern, die die Notwendigkeit des Aufbruchs unterstreichen.

### Metaphern
Die Metapher der gestundeten Zeit (Verse 2 und 10) ist der finanziellen Sphäre entnommen. Eine Stundung beinhaltet nur einen Aufschub für eine begrenzte Zeit, nicht die Aufhebung der Verpflichtung zur Rückzahlung einer Schuld. Das lyrische Du kann seiner Endlichkeit nicht dauerhaft entkommen.
Die Metapher des Sandes (Vers 12), in dem die Geliebte versinkt, schafft über das Symbol der Sanduhr eine Verbindung zum Motiv der Endlichkeit.
Sigrid Weigel hat auf die „speziell räumlichen Daseinsmetaphern“ hingewiesen, die Ingeborg Bachmanns frühe Gedichte „und auch noch den ersten Gedichtband Die gestundete Zeit dominieren.“:186
Über die Nomen Marschhöfe (Vers 5), Fische (Verse 6 und 22), Sand (Vers 12) und Meer (Vers 22) ist das Gedicht am Strand situiert, im Grenzbereich zwischen Land und Meer. Solche „Schwellenorte“ finden sich in den frühen Werken der Dichterin wiederholt und können als „Daseins- oder Existenzmetaphern“ für „Weltangst“ gelesen werden.:240 Die Verbformen versinkt (Geliebte) (Vers 12) und steigt (Sand) (Vers 13) machen eine lebensvernichtende vertikale Bewegung deutlich, jagen (Vers 21) und werfen (Vers 22) stehen für heftige horizontale Verlagerungen. Die Thematik des Aufbruchs, des Zurücklassens des Gewohnten, wird in räumlichen Bildern dargestellt. Sieh dich nicht um. (Vers 19)  verbietet den rückwärts gewandten Blick, bereits in der ersten Strophe richtet sich der Blick nach vorne (Vers 9). Die Aufbruchsbilder sind „Bilder der Flucht“.:239 „Die Abwesenheit einer spezifischen Geografie (…) und allgültige Zeitangaben (...) lassen sich mit ‚Ortlosigkeit bzw. Unbestimmtheit der Verortung als kollektives Zeitschicksal‘ in Verbindung bringen.“:240

### Sprachebene
Ingeborg Bachmann setzt in diesem Gedicht die Stilmittel „magisch–distinktiv“ ein; sie „bewirken, obgleich dem Elementaren entnommen, einen Grundabstand zur Alltagssprache und zur Alltagswahrnehmung“:34 So verbindet zwar die kausale Konjunktion denn (Vers 6) die Verspaare 4–5 und 6–7, doch haben die beiden Verspaare „in ihrer Bildlichkeit fast nichts, in ihrer Aussage überhaupt nichts miteinander zu tun (…).“:33 Eine rein auf Logik basierende Analyse werde dem „unbehauste[n] Gott der Orakel“ nicht gerecht, der aus dem Gedicht spreche.:34 Doch die Eingeweide der Fische / sind kalt geworden im Wind (Vers 6/7), ein Ableiten des Götterwillens aus den Eingeweiden wie bei der antiken Weissagung ist nicht möglich.
Christian Schärf sah das Gedicht als ein „Drama der schönen Sprache, das Drama ihres Gebrauchs im Gedicht. Die Verse zersetzen den hohen Ton, mit dem sie einhergehen, indem sie ihn strikt durchhalten.“:38 Die Anbindung an die lyrische Tradition werde zerstört.:38 Es kommen härtere Tage habe in Vers 1 und Vers 24 „eine andere Wertigkeit“, die Sentenz habe „am eigenen Sprachleib erfahren, dass sie leer ist und nicht mehr zu halten.“:38/39 Die Sprache sei „keine Utopie eines besseren Lebens, sondern ein Werkzeug zur Durcharbeitung dieses Lebens und seiner Illusionen (…).“:41

## Thematik

### Natur
In Die gestundete Zeit „drücken Nebel, Dunkelheit und Kälte eine abweisende Landschaft aus“ In der kargen Marschlandschaft bleiben nur die bunten Blüten der Lupinen als Elemente von Licht und Farbe. Die Alliteration Licht der Lupinen (Vers 8) wird in Vers 9 (dein Blick spurt im Nebel) wieder aufgegriffen. Doch das lyrische Du erhält im vorletzten Vers den Befehl die Lupinen zu löschen; im Gegensatz zu den vorausgehenden Aufforderungen wird diese mit einem Rufezeichen beendet und damit und durch seine Position besonders hervorgehoben. Das lyrische Du lässt Dunkelheit zurück. Die Natur „erscheint als geschichtliches Gelände, auf das ein wacher, geistesgegenwärtiger Blick fällt.“:62 Die Erstarrung der Natur korrespondiert mit dem Ende einer Liebesgeschichte.

### Endlichkeit
Der Titel des Gedichts evoziert zum einen die Motive Vanitas und Apokalypse und weist zum anderen auf eine Alltagserfahrung: „Zeit ist uns nur vorübergehend gegeben, der Verlust der Zeit wird für den einzelnen für eine bestimmte, jeweils unterschiedlich bemessene Spanne aufgeschoben.“:32
Die Stundung der Zeit kann durch einfachen Widerruf beendet werden (Vers 10). Es wird kein „Aufbegehren gegen das Versanden einer so knapp bemessenen Zeit“ erkennbar, die Lupinen werden sogar selbst gelöscht (Vers 23). Der Abschied wird mit dem Verbot des Umsehens (Vers 19) verknüpft, mit dem auch Lot beim Verlassen von Sodom belegt wurde. Die Zuwiderhandlung bezahlte Lots Frau mit dem Erstarren zur Salzsäule. Doch in diesem Gedicht erscheint das Weiterleben durch den Aufbruch zu einem neuen Ziel möglich, der Schuh wird geschnürt (Vers 20).
Auch der Orpheus-Mythos wird in diesem Bild zitiert:65: Der Sänger durfte sich beim Aufstieg aus der Unterwelt nicht nach seiner Frau Eurydike umsehen. Hans Höller sieht Vers 19 als neue Version des Orpheus-Mythos „unter den Bedingungen der Kälte der zeitgeschichtlichen Moderne und im Bewusstsein des Dramas der Geschlechter.“:66

### Bezug zur Zeitgeschichte
Das Titelmotiv des Lyrikbandes Die gestundete Zeit ist ein verbindendes Element zwischen den Gedichten, durch die sich eine „durchgängige Haltung des Widerstandes gegen die restaurativen Tendenzen der Zeit“ zieht: Das Motiv verweist auf „die nicht genutzte, schon wieder schwindende Chance eines Neubeginns nach 1945.“:57 Die für Hans Höller „so offensichtliche politische Dimension von Bachmanns erstem Gedichtband wurde die längste Zeit weder von der Zeitungskritik noch von der literaturwissenschaftlichen Forschung wahrgenommen“.:57 An der „Verschränkung von Zeit- und Todesbildern [...], an den Bildern von Aufbruch, gleichzeitigem Dunkelwerden und bevorstehendem Untergang“ wird die „zeitgeschichtliche Bedrohung“ ablesbar.:62

## Bezug zur Biografie von Ingeborg Bachmann
Im Nachlass von Paul Celan im Deutschen Literaturarchiv Marbach befindet sich ein Exemplar von Ingeborg Bachmanns Gedichtband Die gestundete Zeit mit der Widmung auf dem Vorsatzblatt: „Für Paul – / getauscht, um getröstet zu sein / Ingeborg / im Dezember 1953.“ Der Text der Widmung ist ein Vers aus Paul Celans Gedicht Aus Herzen und Hirnen.

## Stellung des Gedichts im Werk

### Veröffentlichungsgeschichte
Erstmals wurde das Gedicht am 12. März 1953 in Die Neue Zeitung. Die amerikanische Zeitung in Deutschland. veröffentlicht. Das Gedicht hat Bachmanns erstem Gedichtband Die gestundete Zeit den Titel gegeben. Die Sammlung erschien im Herbst 1953 in der von Alfred Andersch herausgegebenen Buchreihe Studio Frankfurt bei der Frankfurter Verlagsanstalt. 1957 wurde die Gedichtsammlung mit einigen Veränderungen im Piper Verlag neu aufgelegt.:57

### Intertextuelle Komponenten
Im Bachmann-Nachlass befindet sich ein handschriftliches Blatt mit einer Skizze der Abfolge der Gedichte im Lyrikband: Dort sind die Gedichttitel, gefolgt jeweils von der vorgesehenen Platzziffer, untereinander notiert; darunter steht der von Strichen eingerahmte Name Paul – „ein Indiz für die Gegenwärtigkeit Paul Celans bei der Konzeption des Lyrikbands.“:57
In den Anweisungen an das lyrische Du sieht Hans Höller die Ratschläge, die Bertolt Brecht in Verwisch die Spuren in Aus dem Lesebuch für Städtebewohner gibt.:66 Die am Horizont erscheinende Zeit erinnere an Wendungen aus Martin Heideggers Sein und Zeit, Vers 19 (Sieh dich nicht um).

## Rezeption
Hilde Spiel nannte das Gedicht „ein existentielles Gleichnis“ und hielt es für „nicht minder profund bewegend als alles, was man später bei Beckett und Thomas Bernhard las.“ Hans Höller betonte die Beziehung zum Roman Malina und sah beides als „Texte, die uns dazu anleiten, in den Bildern und Tropen der Literatur die Kultur der Gewalt und der Verdrängung zu entziffern.“:67